# Diario de los niños

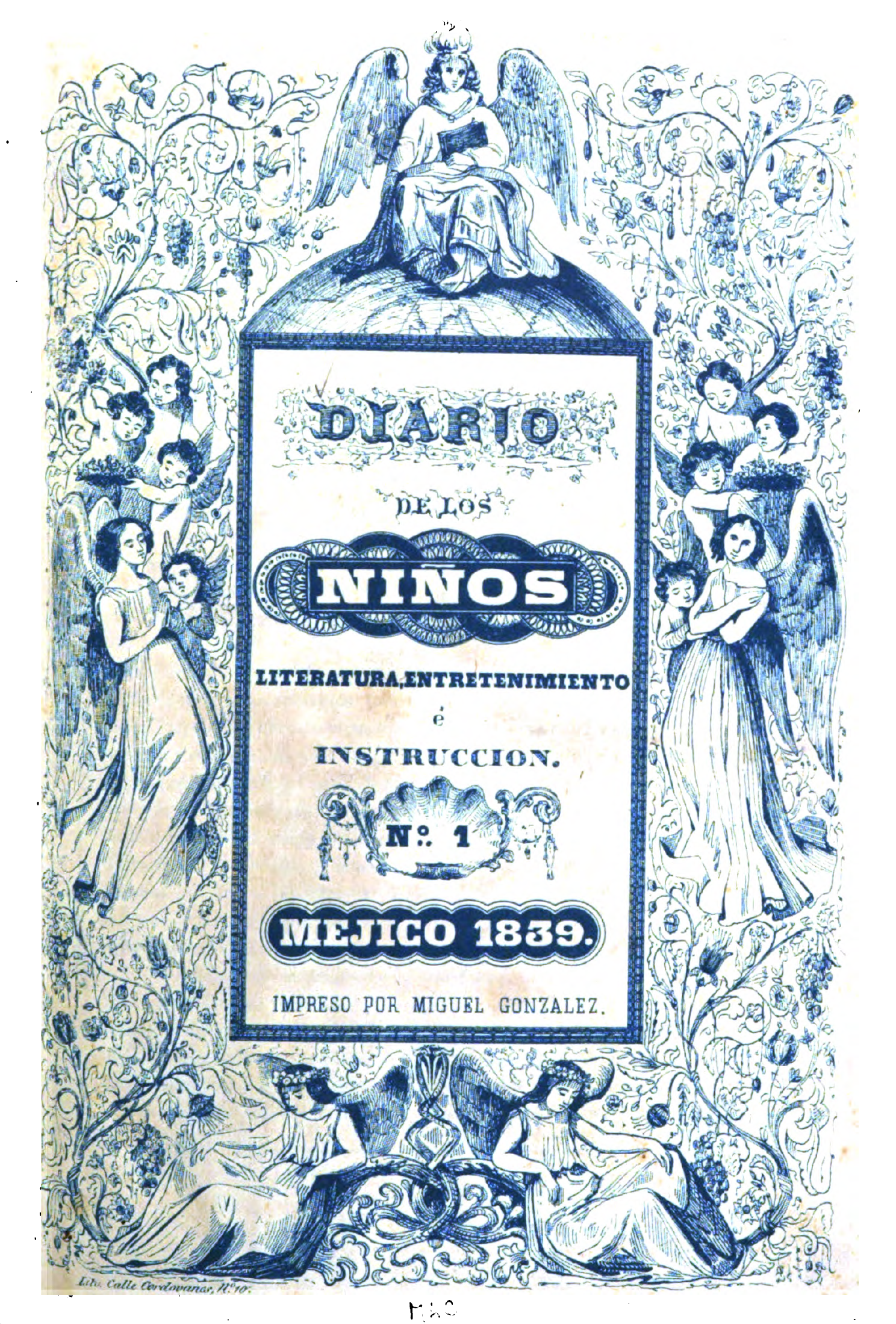
Portada del primer volumen del Diario de los niños, impreso por Manuel González y digitalizado por Google Books.

El Diario de los niños fue la primera publicación periódica de México independiente dedicada a los niños. Apareció en 1839 e iba dirigida hacia la juventud de la alta sociedad mexicana con capacidad de lectura. Su periodicidad era semanal y constaba de tres pliegos con una carátula impresa y a color, de 25x16 cm, así como ilustraciones en su interior. El precio de subscripción que tenían los locales era de 2 reales, y aumentaba a 3 para los foráneos. Fue dirigido por Wenceslao Sánchez de la Barquera y editado por Vicente García Torres. Entre 1839 y 1840 se publicaron tres volúmenes del Diario de los niños, de los cuales los primeros dos salieron de la Imprenta de Manuel González y el tercero se confeccionó en la Imprenta de Vicente García Torres.
Se puede establecer la importancia del periódico en cuanto a que este sirvió para crear una identidad dentro de una nación recién nacida de una independencia. Al ser el primer semanario dirigido a los niños, sirvió para crear una visión única y una identidad dentro de las generaciones más nuevas, apoyándose en gran medida en la religión. Dentro de esta publicación se puede observar la importancia que tenía el catolicismo para la sociedad mexicana, ya que muchas de las lecturas y enseñanzas brindadas por el texto son religiosas. Además, este semanario sirvió para expandir la escasa divulgación científica que existía en el momento, así como para abrir una nueva posibilidad de aprendizaje para los niños fuera del aula, en un momento histórico en el que las escuelas no tenían una gran oferta científica.
Actualmente, el Diario de los niños pertenece al Fondo Reservado de la Hemeroteca Nacional de México, en la Ciudad de México, donde se permite el acceso a ella únicamente mediante la aprobación de una credencial. También se encuentra digitalizado en la página de Google Books y en la página de la Hemeroteca Nacional.

## Contexto
Hacia 1839, fecha en la que debuta el Diario de los niños, se había consumado la Independencia de México y el país atravesaba una crisis económica, social y política. 
La economía del México independiente se debatía entre las utopías creadas por los dirigentes de la época, quienes creían que la riqueza de recursos bastaba para hacer del país una gran potencia, y la ruina en la que realmente se encontraba el país a causa de los estragos provocados en la guerra de independencia, la agitación posterior, la huida de los capitanes españoles, y, sobre todo, a la gran cantidad de tierras que se encontraban aún en manos del clero y la aristocracia. La minería se encontraba abandonada, los latifundios y la Iglesia impidieron el crecimiento de la agricultura, y el comercio interior se veía mermado por los altos impuestos y la falta de dinero de la población. Todos estos sucesos contribuyeron a obstaculizar el desarrollo del comercio interior.
En cuanto al aspecto político, los primeros años del México independiente se caracterizaron por su inestabilidad y las radicales transiciones de modelos que se dieron de un periodo de gobierno a otro. Es entonces cuando surge la disputa que divide en dos al país: conservadores y liberales. Dependía del grupo que estuviera en el poder el nuevo método con el que se gobernaría. La delicada situación en la que se encontraba la economía provocó que la administración de la nación se hiciera más compleja; de ahí que hubiera diversos ensayos de imperios, constituciones y repúblicas, además de constantes insurrecciones y revueltas.

De esta forma se retrataba la realidad, en un periódico de Oaxaca:
"Según creemos, la desmoralización que tanto se ha generalizado, depende de dos causas principales: primera, la falta de educación; segunda, la falta de poder moral a que se hallan reducidas las autoridades... No es extraño, pues, que donde se confunde el fanatismo con la religión, el libertinaje con la libertad, el aspirantismo con el bien de la patria, las máximas erróneas de la licencia con la sana filosofía, la trácala y la superchería con la viveza y el ingenio, los fríos asesinatos con los triunfos del valor, donde se confunden, repetimos, todas estas cosas, nada extraño es que estemos como estamos, sino que no estemos peor".
En el aspecto literario destacó la figura de José Joaquín Fernández de Lizardi, quien era considerado uno de los principales autores para niños. Otras figuras que sobresalieron son Ignacio Rodríguez Galván, José Justo Gómez de la Cortina, Justo Sierra O’reilly, entre otros. Resaltó también la fundación de la Academia de Letrán, y sus fundadores José María Lacunza y Guillermo Prieto.

## Historia delDiario de los niños
El Diario de los niños constituyó la primera publicación infantil “moderna” en el contexto mexicano. Se diferenciaba de producciones previas, como los catecismos, decálogos, etcétera, por su formato y la incorporación de las litografías, lo cual representaba una innovación dentro de las publicaciones para niños, ya que éstas no solían contener imágenes. Las revistas que se ubicaban dentro del periodo de 1830 a 1850 se caracterizaron por su cercanía editorial con el libro:
"Más que en ninguna época precedente, las revistas que se publicaban en México entre la época de 1830 y 1850 fueron apreciadas por su cercanía con los libros y por el valor estético y comercial que esta cualidad les concedía. Cada número era continuación del anterior, y ambos se encontraban ligados entre sí no sólo por la secuencia numérica de la paginación corrida, sino también por el hilo invisible de los artículos y las narraciones que iban concatenándose a través de un sistema de entregas sucesivas. Por lo general, el suscriptor que alcanzaba a completar un volumen podía llevarlo a las oficinas de la editorial y pedir que fuese cosido y empastado, con lo que éste se convertía en un libro verdadero".
A principios del siglo XIX, algunos intelectuales como José Joaquín Fernández de Lizardi y Wenceslao Sánchez de la Barquera comenzaron interesarse y posicionarse respecto a la atención que el sector infantil recibía en México. Aunado a ello, el proceso de independencia y la construcción de una nueva nación trajeron como consecuencia un replanteamiento de lo que se pensaba que eran los niños; surgió la preocupación por formar desde sus primeras etapas al ciudadano mexicano.
Una de sus influencias es el diario francés Le Journal des enfants fundado en 1832 por Eugénie Foa. En esa época las publicaciones periódicas se caracterizaban por ser adaptaciones extranjeras, es decir, los editores del siglo XIX se apropiaban de los textos europeos y los adaptaban a un público y contexto mexicano. De ahí la importancia que el Diario de los niños cobró para el incipiente proyecto de nación.
El periódico tuvo una duración de 2 años, después de los cuales se detuvo su producción debido a su alto costo de fabricación y la falta de suscriptores.

## Contenido
El contenido del diario iba dirigido a un público menor, con el fin de ayudar a su formación y a la creación de una nueva identidad nacional. Los textos eran en su mayoría educativos, aunque se incluían también secciones de entretenimiento.A pesar de que el título del Diario de los niños fue una traducción del periódico francés, el semanario mexicano se vio aún más influenciado por la literatura inglesa, debido a que dentro de sus páginas es posible encontrar aún más traducciones del inglés que del francés. Se traducían sobre todo textos que transmitían enseñanzas como “Instrucción del padre", y fragmentos de autores como Whashington Irving, Fenelón y Georges Luic Leclerc, conde de Buffon.

### Índice del diario
Los contenidos del Diario de los niños estuvieron distribuidos en los siguientes temas: Educación, Cuentos y anécdotas, Economía social, Estudios históricos, Geografía, Geología, Astronomía, Meteorología, Literatura extranjera, Poesía, Bellas Artes, Industria, Biografía, Anécdotas históricas, Viajes, Costumbres y usos, Pensamientos y discursos, Física, Química e Historia Natural.

### Tratamiento de los temas
Los textos contenidos en el Diario de los niños eran en su mayoría de carácter informativo. El corpus abarcaba un total de ciento cuarenta artículos de los cuales diez abordaban el tema de las enseñanzas religiosas. La finalidad de las publicaciones consistía en brindar al público otro medio para su educación, por lo que aparecían biografías, artículos sobre descubrimientos científicos, fábulas, leyendas, fragmentos históricos, etcétera. Otro rubro a destacar es que, si bien la publicación estaba pensada para niños, no quiere decir que fuera exclusiva para este sector de la sociedad. El diario de los niños era también un periódico que escribía sobre los niños y este tipo de artículos estaba destinado a la población adulta. El Diario de los niños era una publicación para y sobre la infancia, por lo que, aunque la revista se escribía para el público infantil, había textos dirigidos a los adultos que se encontraban a cargo de la formación de los niños. Se podían encontrar, sobre todo, textos en los que aparecían recomendaciones sobre cómo educar a los infantes.

## ElDiario de los niñosy la Literatura Infantil y Juvenil.

### La lectura y el proyecto de nación
Philippe Ariès ubicó a principios del siglo XVII francés el descubrimiento de la infancia. El autor hace un análisis historiográfico denominado la historia de las mentalidades mediante el cual establece que los conceptos con los que nombramos el mundo, incluida la infancia, son constructos culturales.
En el México del siglo XIX acontece algo similar, pues a partir de la reorganización social producto de la independencia la infancia tuvo que ser replanteada. La instrucción de los niños deja entonces de estar encaminada a formar habitantes del reino español y hay una búsqueda constante de la formación del ciudadano a partir de los valores de la Ilustración. Se comienza a perfilar entonces la figura del niño como el futuro de la nación, por lo que las primeras etapas de la formación resultan primordiales para dicha misión nacionalista. La educación y, por lo tanto, la lectura, se convierten en vehículos mediante los cuales se adquieren una serie de valores que permitirán el desarrollo de la incipiente sociedad mexicana moderna, en la que la alfabetización ocupaba un lugar primordial.

### Los niños como sujetos lectores
La literatura infantil abre entonces una brecha entre el adulto y el niño en proceso de aprendizaje, que necesita de producciones literarias diferentes, escritas de acuerdo a su entendimiento. Esto significa que los textos pensados para un público infantil tendrán una caracterización especial en cuanto al lenguaje, que comúnmente se acerca más a la oralidad, e incluso el formato de las ediciones que se ajusta al tamaño de sus manos.
El Diario de los niños es un ejemplo de cómo el sector infantil de la sociedad comienza a ganar terreno en el ámbito social. Sus temas además muestran las características particulares que debían tener los lectores del semanario y por lo tanto, las expectativas que los editores y colaboradores ponían en sus jóvenes suscriptores.